# Liste der Mitglieder der National Academy of Sciences/1904
Im Jahr 1904 wählte die National Academy of Sciences der Vereinigten Staaten 12 Personen zu ihren Mitgliedern.

## Neugewählte Mitglieder
- Ludwig Boltzmann (1844–1906)
- William Councilman (1854–1933)
- George Darwin (1845–1912)
- William M. Davis (1850–1934)
- Paul Ehrlich (1854–1915)
- Emil Fischer (1852–1919)
- William Huggins (1824–1910)
- John U. Nef (1862–1915)
- William F. Osgood (1864–1943)
- William Ramsay (1852–1916)
- Karl Rosenbusch (1836–1914)
- Hugo de Vries (1848–1935)